# Ben Macdui
Ben Macdui je hora v pohoří Cairngorms ve Skotsku. S výškou 1309 metrů nad mořem je po Ben Nevisu druhou nejvyšší horou Spojeného království. Prochází jí administrativní hranice mezi oblastmi Moray a Aberdeenshire. Na vrcholu byla v roce 1925 umístěna kamenná deska ukazující směry k nejbližším horám.
Hora patří mezi munros, které jsou populárním cílem turistů. Na vrchol se dá dostat v létě pěšky a v zimě na běžkách, výstup však často komplikují mlhy, sníh a vítr. S horou je spojena legenda o Velkém šedém muži (Am Fear Liath Mòr). Vědci vysvětlují pozorování této záhadné bytosti optickým jevem nazývaným Brockenské strašidlo.
Název hory pochází z Beinn Mac Duibh, což ve skotské gaelštině znamená „Mac Duibhova hora“ (MacDuibh nebo MacDuff je klan odvozující své příjmení od slov „Syn černého“).